# Karen Riveros
Karen Riveros (ur. 4 grudnia 1994 r. w Asunción) – paragwajska pływaczka, uczestniczka igrzysk olimpijskich.

## Życiorys

### Igrzyska Olimpijskie
Na igrzyskach olimpijskich osiemnastoletnia Riveros wystąpiła tylko raz – podczas XXX Letnich Igrzysk Olimpijskich w 2012 roku w Londynie. Wzięła udział w jednej konkurencji pływackiej. Na dystansie 100 metrów stylem dowolnym wystartowała w drugim wyścigu eliminacyjnym. Z czasem 59,86 zajęła w nim trzecie miejsce, a ostatecznie, w rankingu ogólnym, uplasowała się na czterdziestym pierwszym miejscu.